# Éclipse solaire du 1er juin 2011
 (janvier 2011).
Si vous disposez d'ouvrages ou d'articles de référence ou si vous connaissez des sites web de qualité traitant du thème abordé ici, merci de compléter l'article en donnant les références utiles à sa vérifiabilité et en les liant à la section « Notes et références ».
Une éclipse solaire partielle a eu lieu le 1er juin 2011. Il s'agissait de la deuxième des quatre éclipses solaires partielles de 2011, et la 6e du XXIe siècle. Elle eut lieu il y a 14 ans et 8 jours.

## Zone concernée

Carte animée de l'éclipse du 1er juin 2011.

Elle est passée à l’est de la Sibérie, sur l’océan Arctique, au Groenland et au nord du Canada.
Une faible portion du nord de la Norvège, incluant le Cap Nord, et le nord de la Finlande ont eu une éclipse partielle à 60 %, où le maximum se produisit, éclipsant (partiellement) le Soleil de minuit à l'horizon.